# Lista de governadores do Alabama
Esta é a lista de governadores do Território do Alabama (desde 3 de Março de 1817), posteriormente estado do Alabama (a partir de 14 de Dezembro de 1819), dos Estados Unidos da América.

## Governadores

| Nome                                    | Partido               | Mandato                                         | Fonte(s) |
| --------------------------------------- | --------------------- | ----------------------------------------------- | -------- |
| William Wyatt Bibb                      | Democrata-Republicano | Dezembro de 1817 - 10 de Julho de 1820          |          |
| Thomas Bibb                             | Democrata-Republicano | 10 de Julho de 1820 - 9 de Novembro de 1821     |          |
| Israel Pickens                          | Democrata-Republicano | 9 de Novembro de 1821 - 25 de Novembro de 1825  |          |
| John Murphy                             | Democrata-Republicano | 25 de Novembro de 1825 - 25 de Novembro de 1829 |          |
| Gabriel Moore                           | Democrata             | 25 de Novembro de 1829 - 3 de Março de 1831     |          |
| Samuel B. Moore                         | Democrata             | 3 de Março de 1831 - 26 de Novembro de 1831     |          |
| John Gayle                              | Democrata             | 26 de Novembro de 1831 - 21 de Novembro de 1835 |          |
| Clement Comer Clay                      | Democrata             | 21 de Novembro de 1835 - 16 de Julho de 1837    |          |
| Hugh McVay                              | Democrata             | 17 de Julho de 1837 - 30 de Novembro de 1837    |          |
| Arthur Pendleton Bagby                  | Democrata             | 30 de Novembro de 1837 - 22 de Novembro de 1841 |          |
| Benjamin Fitzpatrick                    | Democrata             | 22 de Novembro de 1841 - 10 de Dezembro de 1845 |          |
| Joshua Lanier Martin                    | Democrata             | 10 de Dezembro de 1845 - 6 de Dezembro de 1847  |          |
| Reuben Chapman                          | Democrata             | 6 de Dezembro de 1847 - 17 de Dezembro de 1849  |          |
| Henry Watkins Collier                   | Democrata             | 17 de Dezembro de 1849 - 20 de Dezembro de 1853 |          |
| John Anthony Winston                    | Democrata             | 20 de Dezembro de 1853 - 1 de Dezembro de 1857  |          |
| Andrew Barry Moore                      | Democrata             | 1 de Dezembro de 1857 - 2 de Dezembro de 1861   |          |
| John Gill Shorter                       | Democrata             | 2 de Dezembro de 1861 - 1 de Dezembro de 1863   |          |
| Thomas Hill Watts                       | Democrata             | 1 de Dezembro de 1863 - 1 de Maio de 1865       |          |
| Lewis Eliphalet Parsons (interino)      | Democrata             | 21 de Junho de 1865 - 13 de Dezembro de 1865    |          |
| Robert Miller Patton                    | Whig                  | 13 de Dezembro de 1865 - 24 de Julho de 1868    |          |
| J. Wager Swayne                         | governador militar    | 1867 - 24 de Julho de 1868                      |          |
| William Henry Smith                     | Republicano           | 24 de Julho de 1868 - 26 de Novembro de 1870    |          |
| Robert Burns Lindsay                    | Democrata             | 26 de Novembro de 1870 - 17 de Novembro de 1872 |          |
| David Peter Lewis                       | Republicano           | 17 de Novembro de 1872 - 24 de Novembro de 1874 |          |
| George Smith Houston                    | Democrata             | 24 de Novembro de 1874 - 28 de Novembro de 1878 |          |
| Rufus Willis Cobb                       | Democrata             | 28 de Novembro de 1878 - 1 de Dezembro de 1882  |          |
| Edward Ashbury O'Neal                   | Democrata             | 1 de Dezembro de 1882 - 1 de Dezembro de 1886   |          |
| Thomas Seay                             | Democrata             | 1 de Dezembro de 1886 - 1 de Dezembro de 1890   |          |
| Thomas Goode Jones                      | Democrata             | 1 de Dezembro de 1890 - 1 de Dezembro de 1894   |          |
| William Calvin Oates                    | Democrata             | 1 de Dezembro de 1894 - 1 de Dezembro de 1896   |          |
| Joseph Forney Johnston                  | Democrata             | 1 de Dezembro de 1896 - 1 de Dezembro de 1900   |          |
| William James Samford                   | Democrata             | 1 de Dezembro de 1900 - 11 de Junho de 1901     |          |
| William Dorsey Jelks                    | Democrata             | 11 de Junho de 1901 - 14 de Janeiro de 1907     |          |
| Russell McWorther Cunningham (interino) | Democrata             | 25 de Abril de 1904 - 5 de Março de 1905        |          |
| Braxton Bragg Comer                     | Democrata             | 14 de Janeiro de 1907 - 17 de Janeiro de 1911   |          |
| Emmet O'Neal                            | Democrata             | 17 de Janeiro de 1911 - 18 de Janeiro de 1915   |          |
| Charles Henderson                       | Democrata             | 18 de Janeiro de 1915 - 20 de Janeiro de 1919   |          |
| Thomas Erby Kilby                       | Democrata             | 20 de Janeiro de 1919 - 15 de Janeiro de 1923   |          |
| William Woodward Brandon                | Democrata             | 15 de Janeiro de 1923 - 17 de Janeiro de 1927   |          |
| Bibb Graves                             | Democrata             | 17 de Janeiro de 1927 - 19 de Janeiro de 1931   |          |
| Benjamin Meek Miller                    | Democrata             | 19 de Janeiro de 1931 - 14 de Janeiro de 1935   |          |
| Bibb Graves                             | Democrata             | 14 de Janeiro de 1935 - 17 de Janeiro de 1939   |          |
| Frank Murray Dixon                      | Democrata             | 17 de Janeiro de 1939 - 19 de Janeiro de 1943   |          |
| Chauncey Sparks                         | Democrata             | 19 de Janeiro de 1943 - 20 de Janeiro de 1947   |          |
| James Elisha Folsom Sr.                 | Democrata             | 20 de Janeiro de 1947 - 15 de Janeiro de 1951   |          |
| Seth Gordon Persons                     | Democrata             | 15 de Janeiro de 1951 - 17 de Janeiro de 1955   |          |
| James Elisha Folsom Sr.                 | Democrata             | 17 de Janeiro de 1955 - 19 de Janeiro de 1959   |          |
| John Malcolm Patterson                  | Democrata             | 19 de Janeiro de 1959 - 14 de Janeiro de 1963   |          |
| George Wallace                          | Democrata             | 14 de Janeiro de 1963 - 16 de Janeiro de 1967   | [ 1 ]    |
| Lurleen Burns Wallace                   | Democrata             | 16 de Janeiro de 1967 - 7 de Maio de 1968       | [ 1 ]    |
| Albert Preston Brewer                   | Democrata             | 7 de Maio de 1968 - 18 de Janeiro de 1971       |          |
| George Wallace                          | Democrata             | 18 de Janeiro de 1971 - 5 de Junho de 1972      |          |
| Jere Locke Beasley (interino)           | Democrata             | 5 de Junho de 1972 - 7 de Julho de 1972         |          |
| George Wallace                          | Democrata             | 7 de Julho de 1972 - 15 de Janeiro de 1979      |          |
| Forrest Hood James Jr.                  | Democrata             | 15 de Janeiro de 1979 - 17 de Janeiro de 1983   |          |
| George Wallace                          | Democrata             | 17 de Janeiro de 1983 - 19 de Janeiro de 1987   |          |
| Harold Guy Hunt                         | Republicano           | 19 de Janeiro de 1987 - 22 de Abril de 1993     |          |
| James Elisha Folsom Jr.                 | Democrata             | 22 de Abril de 1993 - 16 de Janeiro de 1995     |          |
| Forrest Hood James Jr.                  | Republicano           | 16 de Janeiro de 1995 - 18 de Janeiro de 1999   |          |
| Donald Eugene Siegelman                 | Democrata             | 18 de Janeiro de 1999 - 20 de Janeiro de 2003   |          |
| Bob Riley                               | Republicano           | 20 de Janeiro de 2003 - 17 de Janeiro de 2011   |          |
| Robert J. Bentley                       | Republicano           | 17 de Janeiro de 2011 - 10 de Abril de 2017     | [ 1 ]    |
| Kay Ivey                                | Republicano           | 10 de Abril de 2017 -                           | [ 1 ]    |